# Drzeworadek dębowy

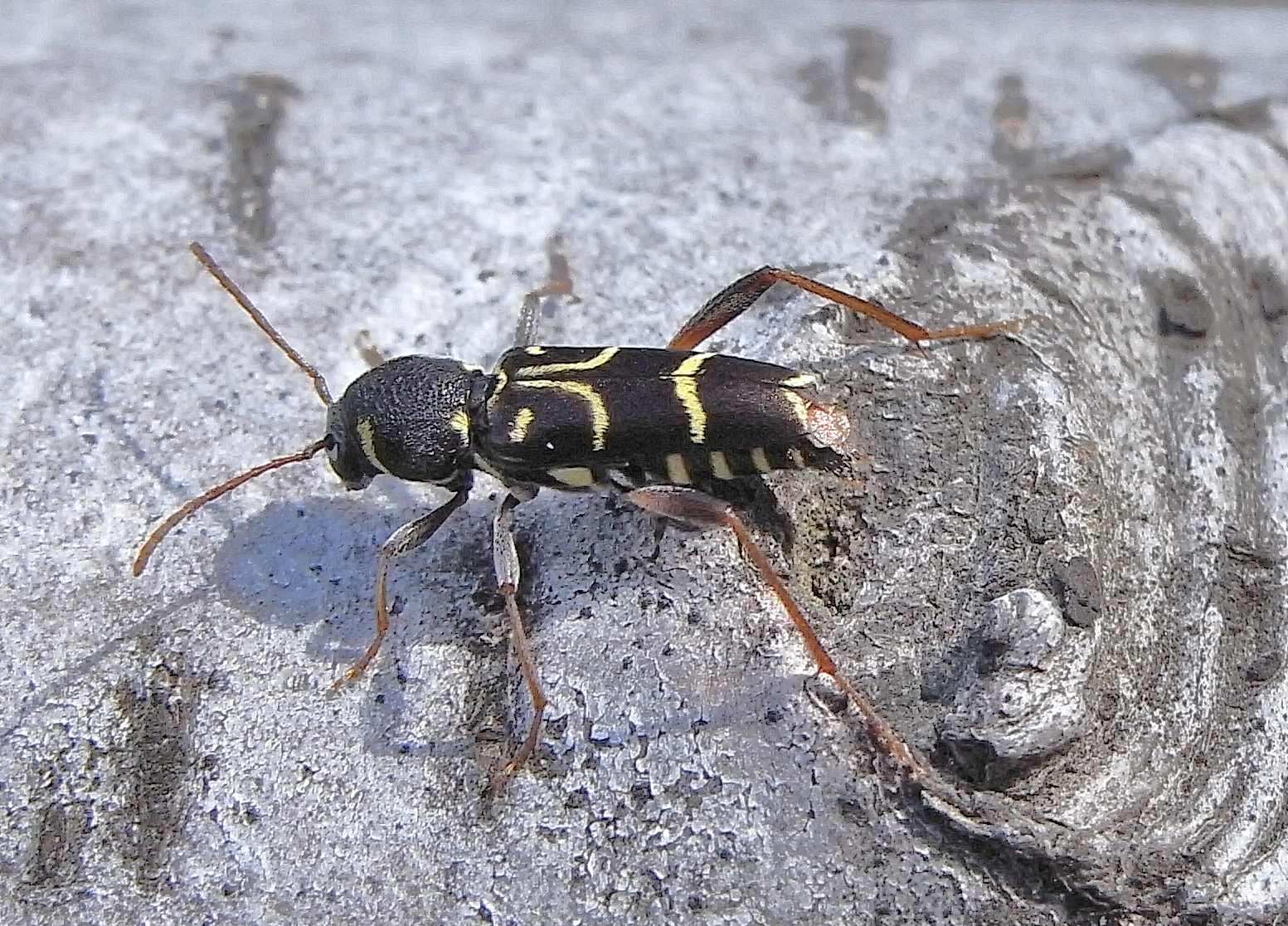
Drzeworadek dębowy

Drzeworadek dębowy (Xylotrechus antilope) – gatunek chrząszcza z rodziny kózkowatych, podrodziny kózkowych (Cerambycinae) i plemienia Clytini.

## Taksonomia
Gatunek ten opisany został w 1817 roku przez Carla Johana Schönherra jako Clytus antilope. W rodzaju Xylotrechus umieścił go w 1860 roku Louis Alexandre Auguste Chevrolat, a w podrodzaju nominatywnym Xylotrechus s. str. J. Sudre w 1999 roku.

## Opis
Drzeworadek ten osiąga od 7 lub 8 do 14 mm długości ciała. Ciało w obrysie smukłe i ostro z tyłu zakończone. Grzbietowa strona ciała owłosiona brązowo-czarno z żółtymi pasami i plamkami, zaś spód owłosiony szaro. Głowa mała, zaokrąglona, o czole z wyniesieniem środkowym i ostrymi brzegami bocznymi, a ciemieniu grubo punktowanym. Raczej grube, rudobrązowe czułki sięgają u samic nieco za nabrzmiałości barkowe, a u samców połowy długości pokryw. Przedplecze silnie sklepione, u samców nieco dłuższe niż szerokie, a u samic prawie poprzeczne. Dysk przedplecza szorstki, poprzecznie pomarszczony, zaś jego brzegi drobno granulowane. Na przedpleczu obecne 4 małe, żółte plamki. Pokrywy około dwukrotnie dłuższe niż szerokie na wysokości barków, wyraźnie się ku tyłowi zwężające. Wierzchołek pokryw zakrzywiony do wewnątrz, opatrzony dobrze zaznaczonymi kolcami przyszwowymi i zewnętrznymi. Powierzchnia pokryw z trzema skośnymi, żółtymi pasami i tejże barwy plamkami barkowymi i przytarczkowymi. Stopy ubarwione rudobrązowo, a sternity odwłoka żółto z tyłu obrzeżone.

## Biologia i ekologia
Chrząszcz ten zasiedla drzewostany liściaste i mieszane z dębem. Owady dorosłe spotykane są w Polsce od czerwca do połowy sierpnia i przesiadują głównie na pniach dębów, które są rośliną żywicielską larw, lub na kwiatach z rodziny baldaszkowatych, a latają w dni słoneczne. Dorosłe składają jaja w szczeliny kory cienkich pniaków i usychających gałęzi położonych w koronie drzewa lub od niedawna leżących na ziemi. Larwy drążą chodniki pod korą, najpierw przebiegające częściowo w bielu, a potem wnikające głębiej. Pod korą tworzona jest też komora poczwarkowa, a przepoczwarczenie odbywa się w czerwcu.
W Egipcie gatunek ten opanowuje drzewa mango, zarówno pnie i konary, jak i suche gałęzie. W warunkach laboratoryjnych samice składały 33 do 178 jaj, których wylęg następował po 9 do 14 dniach. Stadium larwy trwało 686–744 dni, przedpoczwarki 10–14 dni, a poczwarki 17–22 dni. Dorosłe przeżywały od 7 do 22 dni. W warunkach Egiptu występuje jedno pokolenie na dwa lata.

## Rozprzestrzenienie
Gatunek o chorotypie zachodniopalearktycznym. W Europie wykazany został z Albanii, Austrii, Białorusi, Belgii, Bośni i Hercegowiny, Bułgarii, Chorwacji, Cypru, Czech, europejskiej Turcji, Francji, Grecji, Hiszpanii, byłej Jugosławii (w tym Serbii), Korsyki, Krymu, Mołdawii, Niemiec, Norwegii, Polski, Portugalii, Rosji, Słowacji, Słowenii, Sycylii, Szwecji, Szwajcarii, Ukrainy, Węgier, Wielkiej Brytanii i Włoch. W Azji znany z azjatyckiej części Turcji, Uralu Południowego, Kaukazu, Armenii, Azerbejdżanu, Gruzji, Turkmenistanu i północnego Iranu (ostan Ardabil). Ponadto znany z Afryki Północnej z Egiptu, Algierii, Tunezji i Maroka. Z Turcji podawany z prowincji Stambuł, Bursa, Manisa i Kırklareli. W Polsce znany z nielicznych stanowisk. Nowsze doniesienia pochodzą m.in. z Załęczańskiego P.K.